# Општина Бољевац
Општина Бољевац је општина у Зајечарском округу са седиштем у истоименом градском насељу. Према подацима са последњег пописа 2022. године у општини је живело 10.184 становника (према попису из 2011. било је 12.994 становника).

## Географија
Општина Бољевац се налази у долини Црног Тимока окружен Малиником на северозападу, Ртњем, Самањцем, Тумбом и Слеменом на југу и Тупижницом на југоистоку. Граничи се са општинама Ражањ, Сокобања, Књажевац, Зајечар, Бор, Параћин и Деспотовац.
Од општине Деспотовац одвојена је Кучајским планинама, а од општине Параћин планином Самањац и Кучај, а између њих превојем Столице. Од општине Сокобања одвојена је планином Самањац и Ртањ. Кучајске планине и Ртањ су одвојени Црноречком котлином у коме се налази и седише општине Бољевац.
У административном погледу, Бољевац је општински центар са 24 месне заједнице у 19 катастарских општина. Припада Зајечарском округу од чијег је центра удаљена 40 километара.
Долина Црног Тимока пресеца општину на два дела, северни део је пространији али мање насељен (6 насеља) док је јужни део нижи, мањи по површини али насељенији (13 насеља). Надморска висина општине Бољевац се креће од 260 до 1.600 m.

### Хидрографија
На територији општине Бољевац налазе се значајни водни ресурси. Река Црни Тимок је најзначајнији водени ток са врелом у Кривом Виру. Северно и јужно од долине Црног Тимока налазе се бројне притоке међу којима су Радованска река, Мировштица, Арнаута и Злотска река.
На територији општине присутна су многобројна врела. У Кривом Виру се налази и термални извор који је недовољно истражен.
- Црни Тимок - највећи ток у општини Бољевац, који тече кроз централни део општине и низводно од Зајечара, са Белим Тимоком гради јединствену реку, а посебно је атрактивно његово врело у Кривом Виру.
- Арнаута - река за коју су везана многа историјска догађања и народна предања, представља десну притоку Црног Тимока и реку која протиче кроз сам Бољевац.
- Радованска река - чиста и бистра вода, велелепна клисура и кањон, богата рибом и разноврсном флором дуж своје долине.
- Грабовачка и Злотска река - леве притоке Црног Тимока, такође атрактивни простори за излетнички и рекреативни туризам.

## Демографија
Према попису из 2011. године општина Бољевац има 12.994 становника. Већину становништва су чинили Срби (64%), па затим Власи (26%), Роми (2%) и Румуни (1%). Природни прираштај је -13,7 ‰.
| Демографија | Демографија | Демографија |
| Година      | Становника  | Становника  |
| ----------- | ----------- | ----------- |
| 1948.       | 25.423      |             |
| 1953.       | 25.831      |             |
| 1961.       | 26.277      |             |
| 1971.       | 23.335      |             |
| 1981.       | 21.818      |             |
| 1991.       | 19.384      | 18.424      |
| 2002.       | 15.849      | 17.347      |
| 2011.       | 12.994      |             |

| Етнички састав према попису из 2011.‍ | Етнички састав према попису из 2011.‍ | Етнички састав према попису из 2011.‍ | Етнички састав према попису из 2011.‍ | Етнички састав према попису из 2011.‍ |
| ------------------------------------ | ------------------------------------ | ------------------------------------ | ------------------------------------ | ------------------------------------ |
|                                      |                                      |                                      |                                      |                                      |
| Срби                                 | Срби                                 |                                      | 8.372                                | 64,43%                               |
| Власи                                | Власи                                |                                      | 3.356                                | 25,83%                               |
| Роми                                 | Роми                                 |                                      | 287                                  | 2,21%                                |
| Румуни                               | Румуни                               |                                      | 92                                   | 0,71%                                |
| Муслимани                            | Муслимани                            |                                      | 20                                   | 0,15%                                |
| Македонци                            | Македонци                            |                                      | 19                                   | 0,15%                                |
| остали                               | остали                               |                                      | 848                                  | 6,53%                                |

| Етнички састав према попису из 2022.‍ | Етнички састав према попису из 2022.‍ | Етнички састав према попису из 2022.‍ | Етнички састав према попису из 2022.‍ | Етнички састав према попису из 2022.‍ |
| ------------------------------------ | ------------------------------------ | ------------------------------------ | ------------------------------------ | ------------------------------------ |
|                                      |                                      |                                      |                                      |                                      |
| Срби                                 | Срби                                 |                                      | 7.089                                | 69,61%                               |
| Власи                                | Власи                                |                                      | 1.634                                | 16,04%                               |
| Роми                                 | Роми                                 |                                      | 236                                  | 2,32%                                |
| Румуни                               | Румуни                               |                                      | 106                                  | 1,04%                                |
| Југословени                          | Југословени                          |                                      | 19                                   | 0,19%                                |
| Македонци                            | Македонци                            |                                      | 14                                   | 0,14%                                |
| Бугари                               | Бугари                               |                                      | 10                                   | 0,10%                                |
| Хрвати                               | Хрвати                               |                                      | 8                                    | 0,08%                                |
| Муслимани                            | Муслимани                            |                                      | 8                                    | 0,08%                                |
| Бошњаци                              | Бошњаци                              |                                      | 6                                    | 0,06%                                |
| Руси                                 | Руси                                 |                                      | 5                                    | 0,05%                                |
| Црногорци                            | Црногорци                            |                                      | 5                                    | 0,05%                                |
| Oстали                               | Oстали                               |                                      | 56                                   | 0,55%                                |
| Регионално                           | Регионално                           |                                      | 3                                    | 0,03%                                |
| Неизјашњени                          | Неизјашњени                          |                                      | 298                                  | 2,93%                                |
| Непознато                            | Непознато                            |                                      | 687                                  | 6,75%                                |

### Насеља
Општину Бољевац чини 20 насеља од којих су 2 градска (Боговина и Бољевац), а 18 остала насеља.
| Насеље       | Становништво | Становништво | Промена (%) | Површина (²) | Густ. насељености (2022) |
| Насеље       | Попис 2011.  | Попис 2022.  | Промена (%) | Површина (²) | Густ. насељености (2022) |
| ------------ | ------------ | ------------ | ----------- | ------------ | ------------------------ |
| Бачевица     | 344          | 218          | -36,63%     | 20,91        | 10,43                    |
| Боговина     | 1.151        | 908          | -21,11%     | 77,26        | 11,75                    |
| Бољевац      | 3.333        | 2.894        | -13,17%     | 7,59         | 381,29                   |
| Бољевац Село | 277          | 264          | -4,69%      | 10,23        | 25,81                    |
| Валакоње     | 1.095        | 806          | -26,39%     | 46,04        | 17,51                    |
| Врбовац      | 121          | 70           | -42,15%     | 21,65        | 3,23                     |
| Добро Поље   | 305          | 199          | -34,75%     | 29,53        | 6,74                     |
| Добрујевац   | 158          | 114          | -27,85%     | 29,87        | 3,82                     |
| Илино        | 105          | 95           | -9,52%      | 13,42        | 7,08                     |
| Јабланица    | 315          | 184          | -41,59%     | 78,99        | 2,33                     |
| Криви Вир    | 335          | 215          | -35,82%     | 123,50       | 1,74                     |
| Луково       | 584          | 471          | -19,35%     | 42,05        | 11,20                    |
| Мали Извор   | 455          | 360          | -20,88%     | 57,23        | 6,29                     |
| Мирово       | 141          | 119          | -15,60%     | 25,35        | 4,69                     |
| Оснић        | 1.125        | 821          | -27,02%     | 34,68        | 23,67                    |
| Подгорац     | 1.913        | 1.555        | -18,71%     | 143,83       | 10,81                    |
| Ртањ         | 120          | 111          | -7,50%      | 4,37         | 25,40                    |
| Рујиште      | 335          | 206          | -38,51%     | 28,83        | 7,15                     |
| Савинац      | 288          | 220          | -23,61%     | 9,07         | 24,26                    |
| Сумраковац   | 494          | 354          | -28,34%     | 23,28        | 15,21                    |

## Месне заједнице
На територији општине Бољевац постоји 25 месних заједница као облика месне самоуправе:
| - Бачевица - Боговина Село - Боговина Насеље - Бољевац Град - Бољевац Село - Валакоње - Валакоње Буково - Врбовац - Добро Поље | - Добрујевац - Илино - Јабланица - Криви Вир - Луково - Мали Извор - Мирово - Оснић | - Оснић Тимок - Оснић Буково - Подгорац - Подгорац Тимок - Ртањ - Рујиште - Савинац - Сумраковац |

## Образовање
На територији бољевачке општине постоје три основне школе: ОШ 9. српска бригада у Бољевцу, ОШ Ђура Јакшић у Сумраковцу и ОШ Ђорђе Симеоновић у Подгорцу. Са разгранатим мрежама истурених одељења од 1. до 4. разреда, ове школе покривају велики број насеља у општини Бољевац и чине систем основног образовања.
Једина средња школа јесте СШ Никола Тесла у Бољевцу која поред одељења опште гимназије, образује ученике за профиле економске, шумарске и машинске струке.

## Култура
За културни живот у Бољевцу задужен је Културно образовни центар Бољевац једина институција културе на територији општине. Под окриљем Центра раде и: Библиотека, Музеј Тимочке буне, Ансамбл КОЦ-а.
Поред Културно-образовног центра, у Бољевцу постоји и неколико удружења која се баве неговањем традиција у култури: Искон, Источник, Нова алтернатива, КУД Бољевац...

### Непокретна културна добра
На територији општине Бољевац се налазе 12 непокретних културних добара од којих су 10 категорисани као споменици културе, а по једно као просторна културно-историјска целина и археолошко налазиште. Једино непокретно културно добро од великог значаја је манастир Лапушња који се налази код села Луково.
| Фотографија | Назив                         | Место      | Врста културног добра                |
| ----------- | ----------------------------- | ---------- | ------------------------------------ |
|             | Велико Градиште               | Јабланица  | Археолошко налазиште                 |
|             | Зграда Основне школе          | Јабланица  | Споменик културе                     |
|             | Зграда Старе општине          | Криви Вир  | Споменик културе                     |
|             | Комплекс објеката из 19. века | Луково     | Просторна културно-историјска целина |
|             | Кућа Добросава Петровића      | Бољевац    | Споменик културе                     |
|             | Манастир Крепичевац           | Јабланица  | Споменик културе                     |
|             | Манастир Лапушња              | Луково     | Споменик културе од великог значаја  |
|             | Османбегова чесма             | Подгорац   | Споменик културе                     |
|             | Стара апсана                  | Бољевац    | Споменик културе                     |
|             | Стари камени споменик         | Сумраковац | Споменик културе                     |
|             | Црква Св. Архангела-Лозица    | Криви Вир  | Споменик културе                     |
|             | Црква Св. Илије               | Бољевац    | Споменик културе                     |

## Туризам
Најзначајнија туристичка атракција бољевачке општине јесте планина Ртањ која се нагло издиже из црноречке котлине у којој је смештена општина Бољевац. Од осталих природних туристичких атракција издваја се Боговинска пећина, Илинско врело код села Илина, извор Црног Тимока - Пећура код Кривог Вира и Кучајске планине на којима се издваја висораван Велика Брезовица и клисура Радованске реке.
Од културно-историјских добра у овом крају значајни су манастири: Крепичевац код Јабланице, Лапушња код Лукова и Лозица код Кривог Вира. У Бољевцу се налази Музеј Тимочке буне и црква Светог Илије. Најзначајнија манифестација у општини је сабор изворног народног стваралаштва "Црноречје у песми и игри".
- Ртањски Двори - Илино
- Светилиште Врело
- Споменик НОБ-а - Подгорац
- Ртањ
- Манастир Лозица
- Османбегова чесма у Подгорцу
- Боговинска пећина
- Манастир Лапушња
- Извориште Црног Тимока - Пећура
- Манастир Крепичевац
- Поглед на Бољевац са Ртња
- Музеј Тимочке буне
- Фестивал Црноречје
- Завичајна кућа Љубинке Савић Граси